# Moncure Daniel Conway

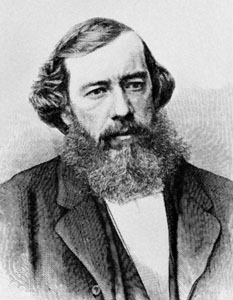
Portrait

Moncure Daniel Conway (né à Falmouth (Virginie) le 17 mars 1832 et mort à Paris 1er le 15 novembre 1907) est un écrivain, un abolitionniste et un pasteur unitarien américain.

## Biographie
Moncure Daniel Conway est né à Falmouth en Virginie dans une famille méthodiste de la bonne société. Son père est un riche juge et gentleman farmer possédant des esclaves. Sa mère est un médecin et homéopathe.
Il obtient sa licence au Dickinson College en 1849, fait un an de droit avant de devenir pasteur méthodiste.
En 1852, influencé par Ralph Waldo Emerson, il change d'opinions religieuse et politique. Il part étudier la théologie à l'université Harvard où il s'intéresse au transcendantalisme. Il devient aussi abolitionniste.
Il est ordonné pasteur dans l'Église unitarienne en 1855.
Son abolitionnisme lui pose aussi des problèmes dans son État natal, la Virginie.
On lui reproche d'être mêlé à l'affaire Anthony Burns. Il doit quitter l'État. De 1856 à 1861, il est pasteur unitarien à Cincinnati où il est aussi rédacteur en chef d'un journal libéral éphémère The Dial. Là, il épouse Ellen Davis Dana, une unitarienne, féministe et abolitionniste avec qui il a quatre enfants. Lorsqu'il la présente à sa famille, elle embrasse une des esclaves noires. Le couple ne revit plus la famille virginienne pendant 17 ans.
Pendant la guerre de Sécession, Conway aide plusieurs dizaines d'esclaves de sa famille à se réfugier dans le Nord.
Il est rédacteur en chef du Commonwealth de Boston et écrit The Rejected Stone (1861) et The Golden Hour (1862), deux ouvrages abolitionnistes. Il multiplie aussi les prêches abolitionnistes. En 1862, il quitte sa cure sans rompre clairement avec l'Église unitarienne.
En 1863, les abolitionnistes américains lui demand-ent d'aller convaincre le Royaume-Uni que la guerre de Sécession est une guerre pour l'abolition de l'esclavage. De là, avec l'aide des Britanniques, il contacte les États du Sud pour leur proposer le maintien de leur Confédération en échange de l'abolition de l'esclavage. Il perd le soutien de ses amis américains. Mais devient ami avec Charles Dickens, Robert Browning, Thomas Carlyle, Charles Lyell et Charles Darwin. Il engage Annie Besant pour l'aider à la rédaction de son étude de démonologie dans les années 1870.
Il devient alors pasteur dans le quartier de Finsbury à Londres. Avec sa congrégation, ils quittent l'unitarisme pour devenir théistes. Très vite, il abandonne le théisme pour se rapprocher d'une libre-pensée humaniste.
À la fin des années 1860 et au début des années 1870, il étudie les différentes religions mondiales afin de répondre à ses questionnements spirituels. Il en fait profiter ses ouailles. Ses lectures en chaire du Bhagavadgita attire plus de 1 000 personnes à chaque fois dans son église.
En 1868, Conway est un des quatre orateurs au premier meeting de l'histoire britannique pour le droit de vote des femmes.
Il revient aux États-Unis en 1897 car son épouse a souhaité y mourir. Après sa mort à New York, il quitte à nouveau son pays natal pour la France, à cause de la guerre hispano-américaine. Il milite alors pour la cause pacifiste.

### Ouvrages de Conway
- Tracts for To-day (1858)
- The Natural History of the Devil (1859)
- The Rejected Stone (1861)
- The Golden Hour (1862)
- Testimonies Concerning Slavery (1864)
- The Earthward Pilgrimage (1870)
- Republican Superstitions (1872)
- Idols and Ideals (1871)
- Demonology and Devil Lore (2 vols., 1878)
- A Necklace of Stories (1879)
- Thomas Carlyle (1881)
- The Wandering Jew (1881)
- Emerson at Home and Abroad (1882)
- Pine and Palm (2 vols., 1887)
- Life and Papers of Edmund Randolph (1888)
- The Life of Thomas Paine with an unpublished sketch of Paine by William Cobbett (2 vols., 1892)
- Solomon and Solomonic Literature (1899)
- his Autobiography (2 vols, 1900)
- My Pilgrimage to the Wise Men of the East (1906).

### Ouvrages sur Conway
- Dictionary of Unitarian & Universalist Biography - Article by Charles A. Howe
- Burtis, Mary Elizabeth. Moncure Conway, 1832-1907. New Brunswick, Rutgers University Press, 1952.
- d’Entremont, John. Southern Emancipator: Moncure Conway: The American Years, 1832-1865. Oxford University Press, 1987.
- Easton, Loyd D. Hegel’s First American Followers: The Ohio Hegelians: J.D. Stallo, Peter Kaufmann, Moncure Conway, August Willich Athens, Ohio: Ohio University Press, 1966.
- Good, James A., ed. Moncure Daniel Conway: Autobiography and Miscellaneous Writings. 3 volumes. Bristol, UK: Thoemmes Press, 2003.
- Good, James A., ed. The Ohio Hegelians. 3 volumes. Bristol, UK: Thoemmes Press, 2004.
- Walker, Peter. Moral Choices: Memory, Desire, and Imagination in Nineteenth-Century American Abolition. Baton Rouge: Louisiana State University Press, 1978.